# XHain (Hack+Makespace)
Der xHain ist ein Hackerspace in Berlin-Friedrichshain, in dem sich eine Holzwerkstatt, eine Textilwerkstatt, eine Dunkelkammer, diverse 3D-Drucker und eine Elektronikwerkstatt befinden. Daneben finden in dem Space auch regelmäßige Meet-ups zu Software (XMPP, Go …) und Hardware (LEDs, Drohnenbau …) und die gesellschaftspolitische Reihe Gespräch unter Bäumen statt.
Der xHain ist ein Jugend-Hackt-Labor.
Bekanntheit erreichte der xHain während der COVID-19-Pandemie durch die Bereitstellung der 3D-Drucker zur Produktion von Face shields.
Die Fernsehserie A Thin Line wurde teilweise in den Räumlichkeiten des xHain gedreht.